# Sjömansinstitutets hus

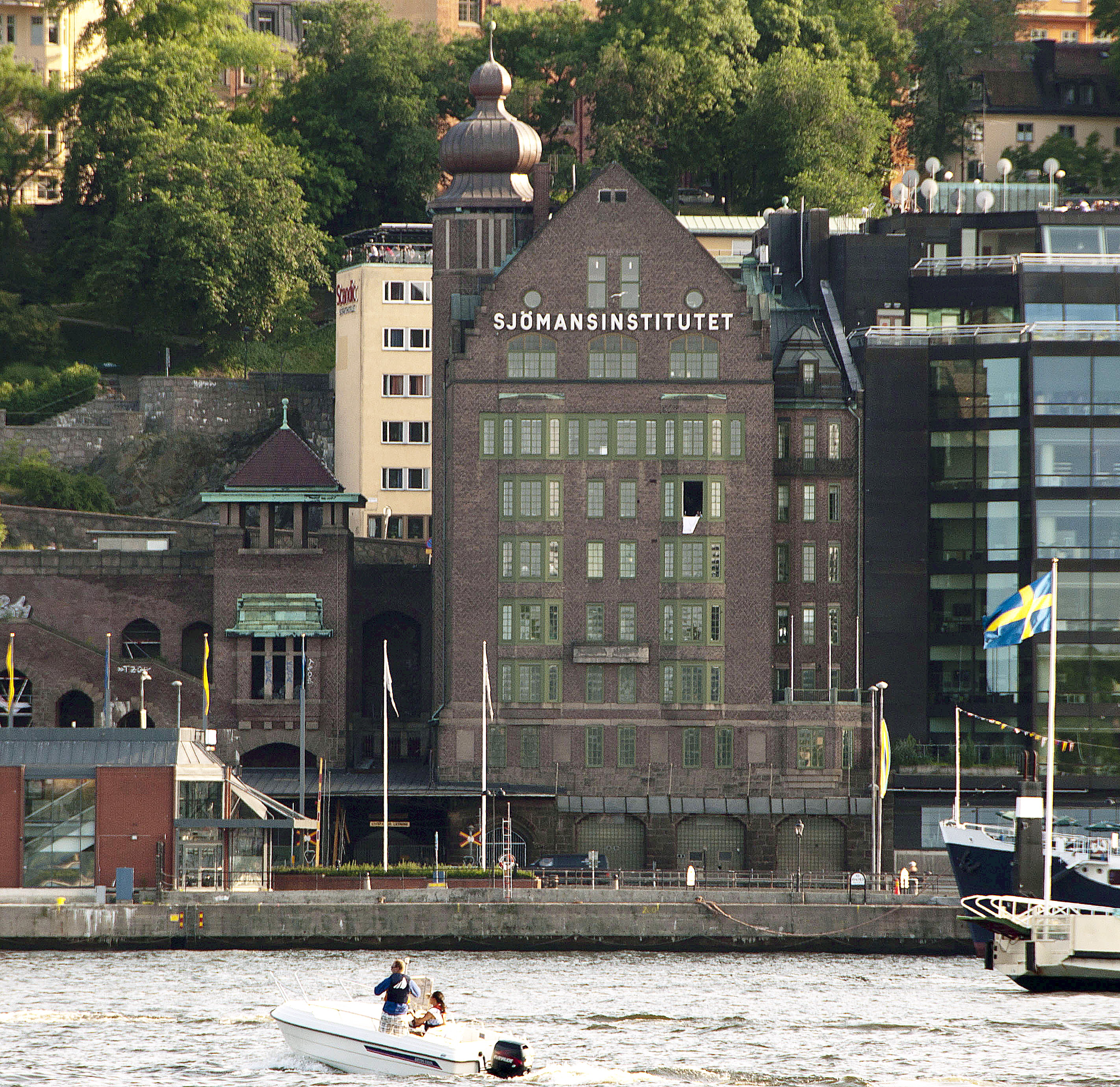
Sjömansinstitutets hus fasad mot norr.

Sjömansinstitutets hus, även bara kallat Sjömansinstitutet, är en byggnad mellan Stadsgården och Katarinavägen på Södermalm i Stockholm. Ursprungligen uppfört för Järnvägs AB Stockholm-Saltsjön nyttjades byggnaden efter 1942 av Sjömansinstitutet och fram till år 2008 även av Sjömanskyrkan Stockholm. Fastigheten är grönmärkt av Stadsmuseet i Stockholm, vilket innebär "att bebyggelsen bedöms vara särskilt värdefull från historisk, kulturhistorisk, miljömässig eller konstnärlig synpunkt".

## Historik

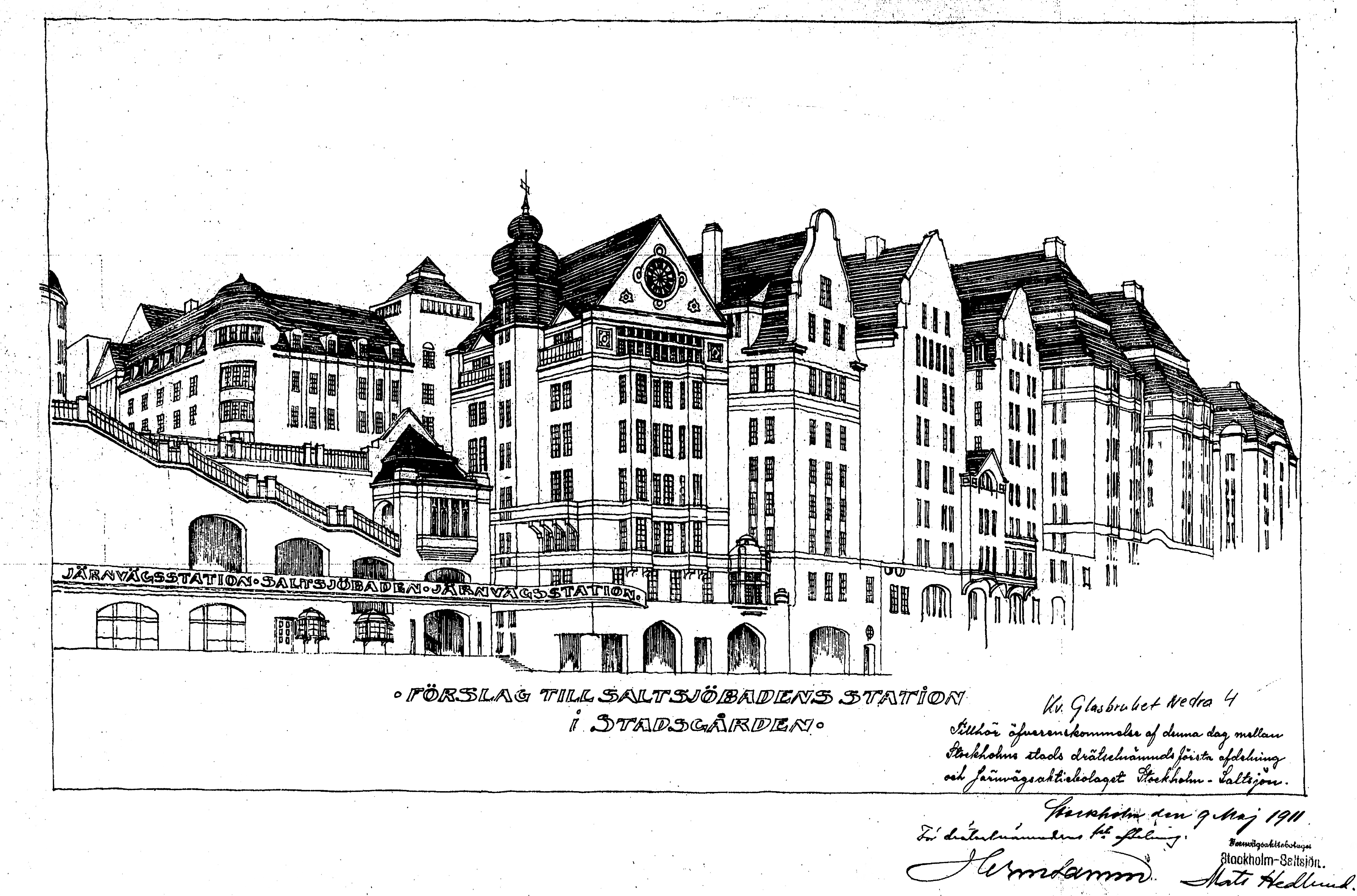
Perspektivritning från maj 1911 som bär Herman Lamms godkännande namnteckning för drätselnämnden och Mats Hedlunds för Saltsjöbanan.

Byggnaden uppfördes åren 1913–1914 av byggnadsfirman Hesselman & Bergström för Järnvägs AB Stockholm-Saltsjöns räkning. Arkitekten Axel Anderberg samt ingenjören och verkställande direktören för järnvägsbolaget Mats Hedlund ritade det höga huset i kraftfull nationalromantisk stil. I fasaderna blandas det mörka, mönstermurade Helsingborgsteglet med huggna detaljer i granit från Lysekil, plåtavtäckningar av koppar och femvåningshöga burspråk. Taken har höga fall och är täckta av grönglaserat taltegel. Huset reser sig åtta våningar över Stadsgården 22, och i tre våningar över den högre liggande Katarinavägen 19.
Huset fungerade inledningsvis som slutstationshus Stadsgårdens station för Saltsjöbanan (se Saltsjöbanans station Slussen). Här inrymdes även godsmagasin och bolagskontor, samt på den sjätte våningen en direktörsbostad. I öster accentueras byggnaden av ett lökkupolförsett torn. Kupolen är kopparklädd och toppas av en vindföljel föreställande ett lokomotiv. Högt uppe på gaveln mot Saltsjön visade tidigare en stor stationsklocka tiden. Nedanför huset fanns en rangerbangård med flera spår, och längs kajen lossades gods från båtarna med kranar.
Konstnärsparet Isaac Grünewald och Sigrid Hjertén som bodde i den närbelägna Drottsgården inrättade 1913 sin ateljé högst upp i huset och utsikten från Katarinaberget återfinns i flera av parets främsta verk.
Efter att slutsstationen 1936 flyttats till Slussen såldes huset två år senare för 700 000 kronor till Stockholms kyrkliga sjömansvård. I huset inhystes bland annat Sjömansinstitutet och Sjömanskyrkan Stockholm. Ett nytt kyrkorum i huset invigdes 1983. Arkitekt var Wilhelm von Gerber. 2008 lämnade kyrkan lokalerna och flyttade till Stockholms frihamn, och 2010 sålde stiftelsen fastigheten till Estancia Fastigheter för en hemlig summa.

## Lokattens trappor

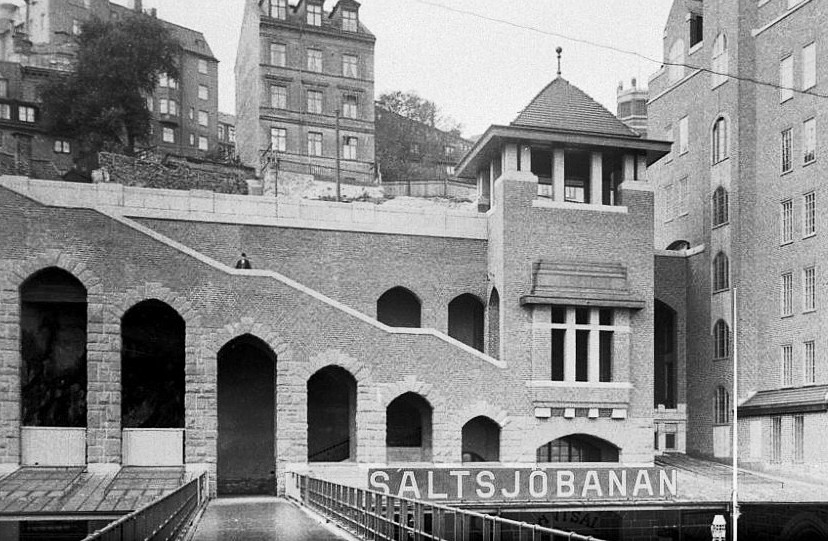
Lokattens trappor i nyskick 1914.

Samtidigt med stationshuset, och ritat av samma arkitekt, anlades de så kallade Lokattens trappor som en trappförbindelse mellan dåvarande Saltsjöbanans Stadsgårdens station och Katarinavägen. Trappan vilar på åtta valvbågar i granit och är av samma kraftfulla tegelarkitektur som stationshuset i övrigt. Namnet härrör från krogen Lokatten som på 1600-talet låg nere vid Stadsgården. Redan då fanns trätrappor därifrån och uppför den höga branten. En trappa syns på ungefär samma plats i Petrus Tillaeus karta från 1733. Krogen och trapporna har besjungits av Carl-Michael Bellman. Nuvarande trapporna stängdes någon gång på 1970-talet på grund av byggnadstekniska säkerhetsrisker. Lokattens trappor renoveras åren 2018 till 2020 och öppnas sedan igen för allmänheten. Renoveringen innebär att trappans stendetaljer plockas ner bit för bit, märks upp, repareras vid behov och sätts tillbaka.
Söder om trapporna (under Katarinavägen) fanns ursprungligen rum för stationen i tre våningar. Till anläggningen hör även en liten paviljongliknande tegelbyggnad med pyramidtak. Här bedrivs viss servering sommartid av restaurangen som ligger i Sjömansinstitutets hus. Paviljongen är blåmärkt av Stadsmuseet i Stockholm, vilket innebär att den utgör "synnerligen höga kulturhistoriska värden". I nischen mellan  paviljongen och huvudbyggnaden planeras även för en ny publik hiss. Trappan och hissen kommer att underlätta gångtrafiken mellan Katarinavägen och Slussens nya bussterminal där några nya ingångar kommer att finnas nere vid Stadsgården.

## Byggnaden sedd från Katarinavägen

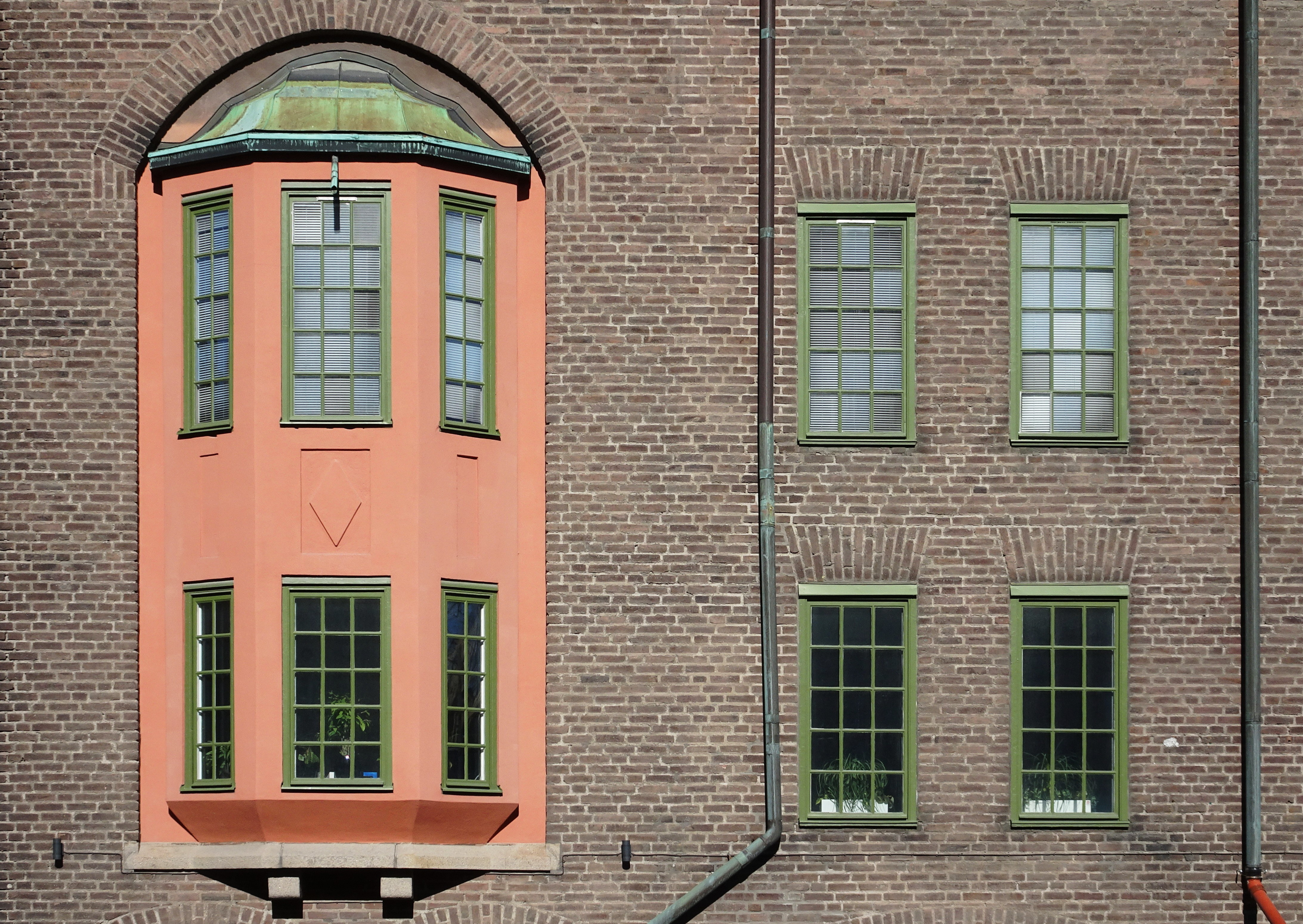
Burspråk mot Katarinavägen.
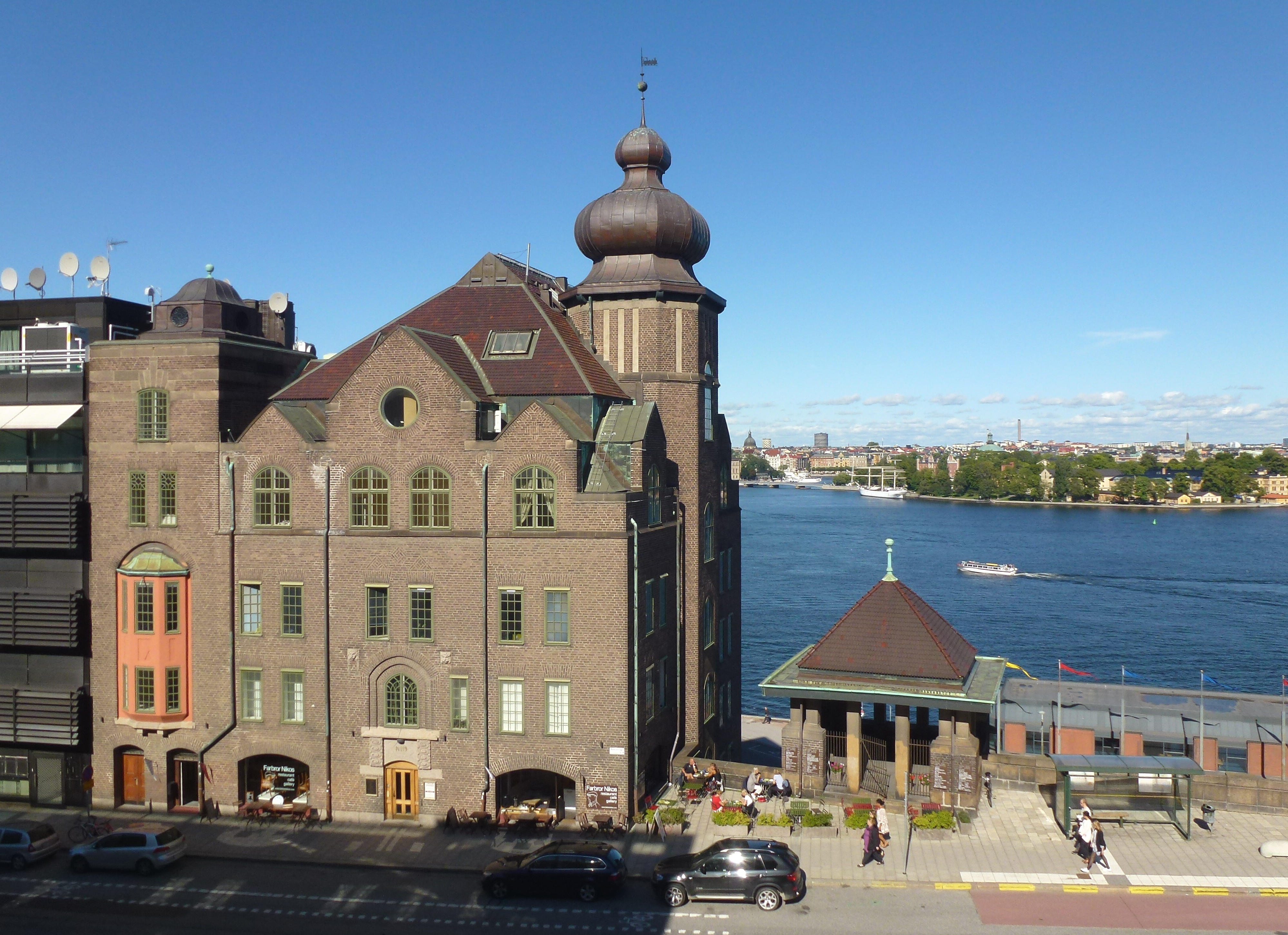
Fasad mot Katarinavägen.
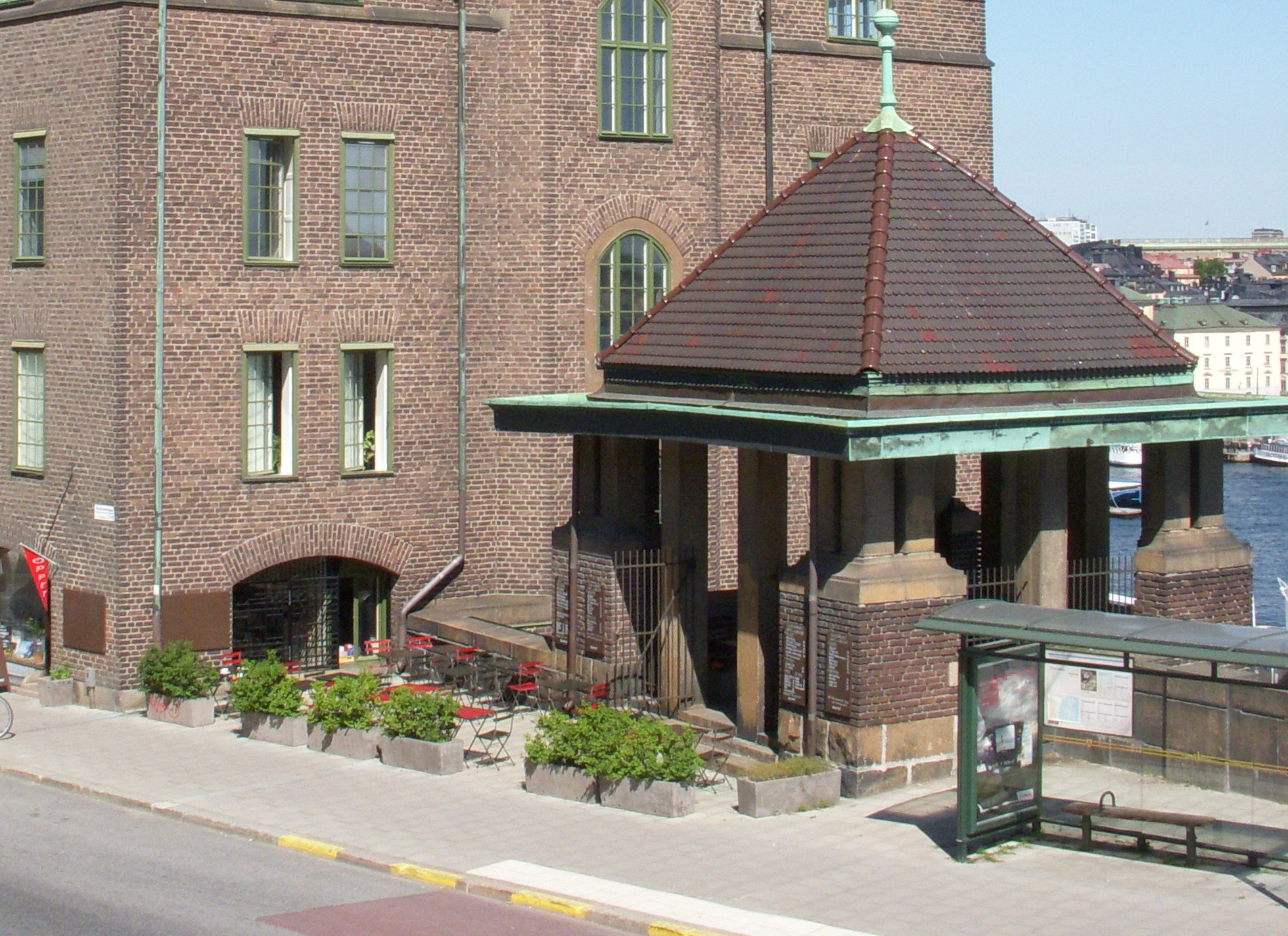
Utsiktspaviljongen.
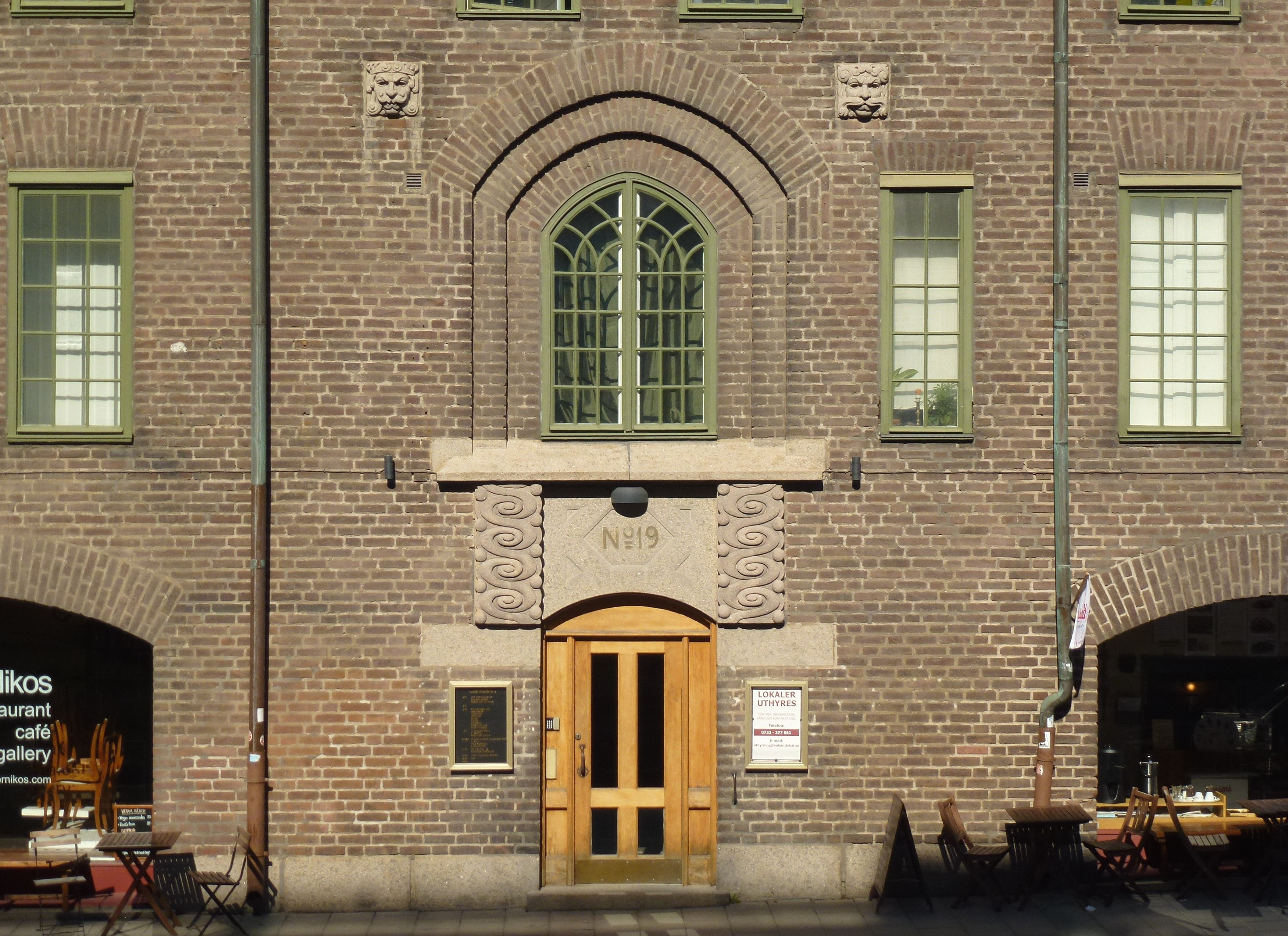
Huvudentrén mot Katarinavägen.
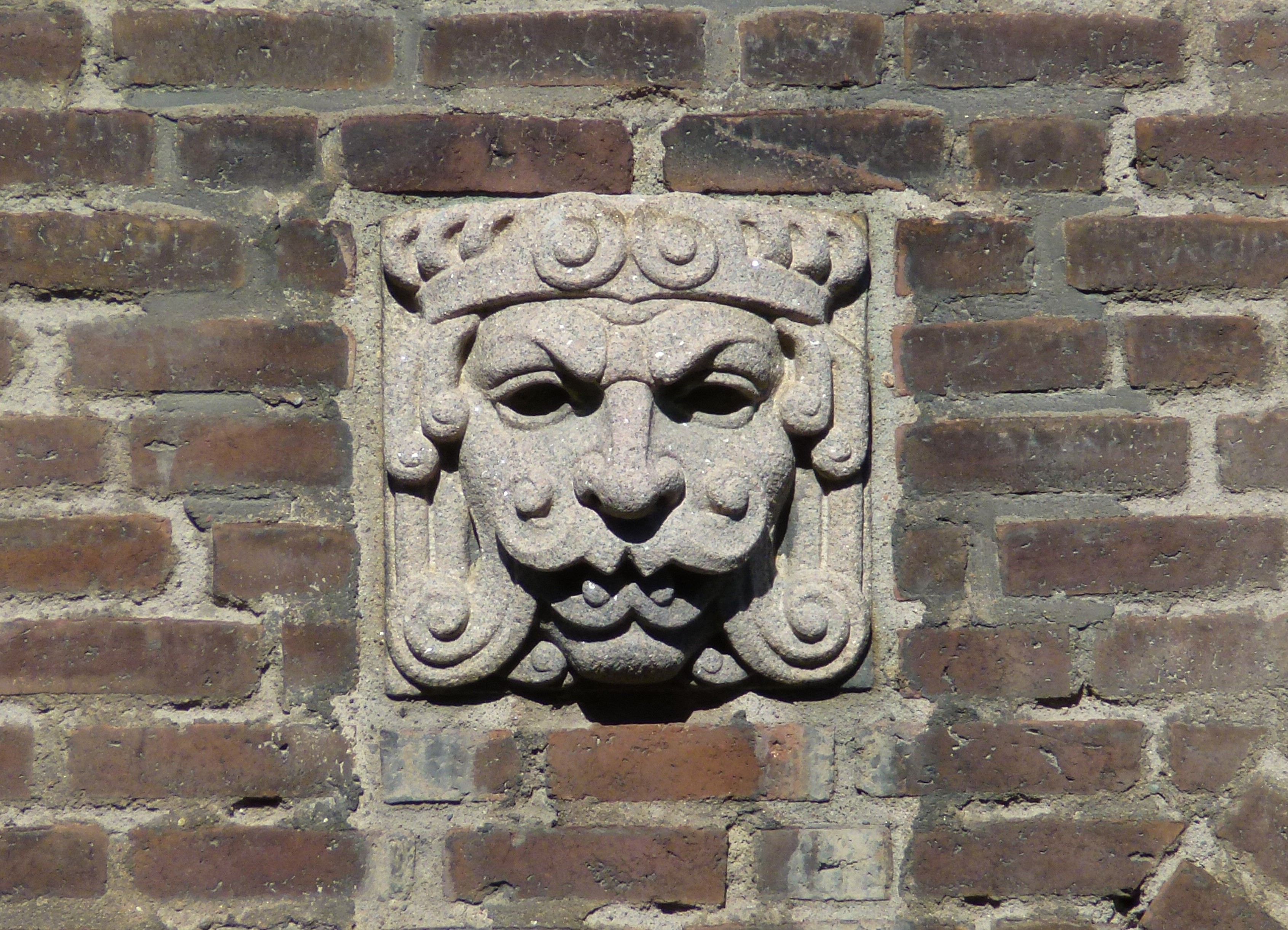
Maskaron i granit.